# محمد کرمی
محمد کرمی سرتیپ سپاه پاسداران انقلاب اسلامی است که از خرداد ۱۴۰۴ به‌عنوان فرمانده نیروی زمینی سپاه پاسداران فعالیت می‌کند. او همچنین از آبان ۱۴۰۳ به‌عنوان فرمانده دانشگاه افسری و تربیت پاسداری امام حسین فعالیت می‌کند. وی در دولت سیزدهم استانداری سیستان و بلوچستان را برعهده داشت.
در سال ۱۴۰۰ دولت آمریکا او را به اتهام نقض حقوق بشر در جریان اعتراضات آبان ۱۳۹۸ تحریم کرد. در سال ۱۴۰۱ دولت کانادا محمد کرمی را به اتهام «نقض فاحش حقوق بشر» تحریم کرد. در ۲۴ ژانویه ۲۰۲۳ محمد کرمی در فهرست تحریم‌های اتحادیه اروپا به دلیل نقش او در سرکوب خیزش ۱۴۰۱ ایران قرار گرفت.

## فعالیت نظامی
کرمی فعالیت نظامی را در دوران جنگ ایران و عراق در سپاه پاسداران آغاز کرد. او بین سال‌های ۱۳۹۸ تا ۱۴۰۱ فرمانده قرارگاه قدس بود. پیش از آن به‌عنوان فرمانده دانشگاه علوم و فنون زمینی امیرالمؤمنین فعالیت می‌کرد.

### قرارگاه قدس
کرمی در اسفند ۱۳۹۸ از سوی محمد پاکپور، فرمانده نیروی زمینی سپاه پاسداران، به عنوان فرمانده قرارگاه قدس نیروی زمینی سپاه منصوب و جایگزین محمد مارانی شد.

## استانداری
محمد کرمی در ۴ دی ۱۴۰۱ با پیشنهاد احمد وحیدی، وزیر کشور ایران و با تأیید هیئت دولت سیزدهم به سمت استانداری سیستان و بلوچستان منصوب و جایگزین حسین مدرس خیابانی شد. استان سیستان و بلوچستان یکی از مراکز اصلی خیزش اعتراضی علیه جمهوری اسلامی ایران بود و پس از جمعه خونین زاهدان، هر جمعه در این شهر تظاهرات برگزار می‌شد. مدرس خیابانی چندین بار تقاضای استعفا کرده بود.

## تحریم
- دولت آمریکا در سال ۱۴۰۰ او را به اتهام نقض حقوق بشر و مسئولیت در تیراندازی به سوی معترضان در جریان اعتراضات آبان ۱۳۹۸ در فهرست تحریم‌های خود قرار داده بود.[۵]
- دولت کانادا در سال ۱۴۰۱ و یک ماه پس از شروع خیزش ۱۴۰۱ ایران محمد کرمی را به اتهام «نقض فاحش حقوق بشر» تحریم کرد.[۵]
- اتحادیه اروپا در ۲۴ ژانویه ۲۰۲۳ بر ضد جمهوری اسلامی تحریم‌های تازه‌ای را معرفی کرد که در فهرست تحریم‌ها ۱۸ شخصیت حقیقی و ۱۹ شخصیت حقوقی جمهوری اسلامی از جمله محمد کرمی قرار گرفتند.[۱۰] این تحریم به دلیل نقش او در سرکوب وحشیانه اعتراضات پس از کشته شدن مهسا امینی توسط جمهوری اسلامی است.[۶][۷]
- ۲۰ فوریه ۲۰۲۳ وزارت امور خارجه بریتانیا اسامی ۳ قاضی، سه عضو سپاه پاسداران و دو فرماندار از جمله محمد کرمی را به فهرست تحریم‌ها اضافه کرد. این تحریم‌ها شامل مسدود شدن دارایی‌ها و ممنوعیت سفر آنها به بریتانیا می‌شوند.[۱۱]